# Мартунинський краєзнавчий музей
Мартунинський краєзнавчий музей — музей, розташований у місті Мартуні Мартунинського району Нагірно-Карабаської Республіки.
Музей розташований у центрі міста та вміщує в собі різноманітні експонати з кількома тематичними напрямками. В одній залі розташовані експонати рослинного та тваринного світу, в іншій залі розташовані експонати, пов'язані з побутом місцевих жителів, в третій залі представлена фотогалерея визвольного руху за незалежність Нагірного Карабаху, в четвертій залі представлені експонати, пов'язані з війнами, що охоплювали регіон в різні часи та п'ята зала повністю присвячена Монте Мелконяну — герою Карабської війни, якого в Мартунинському районі шанують більше за всіх.

## Галерея

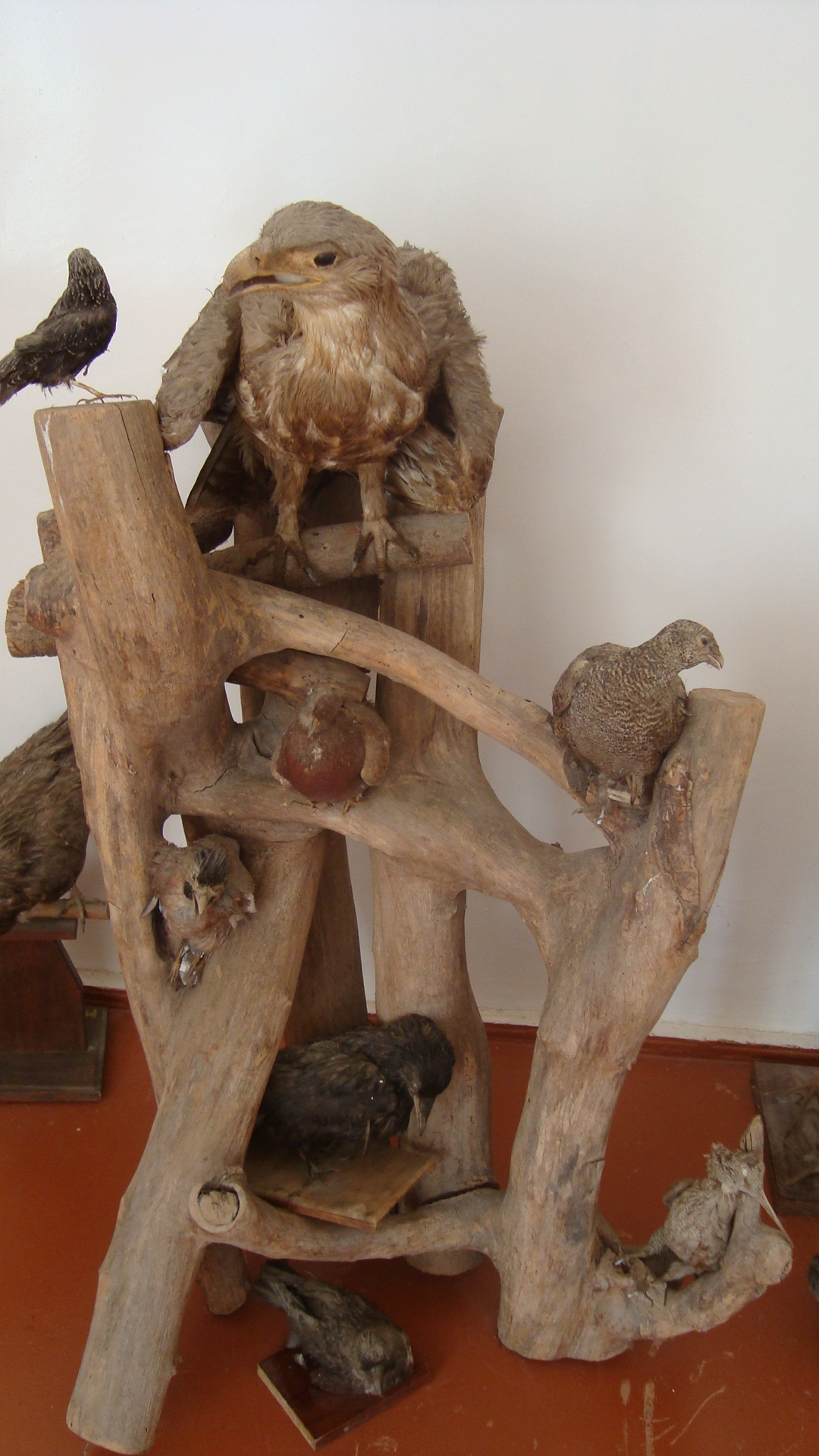
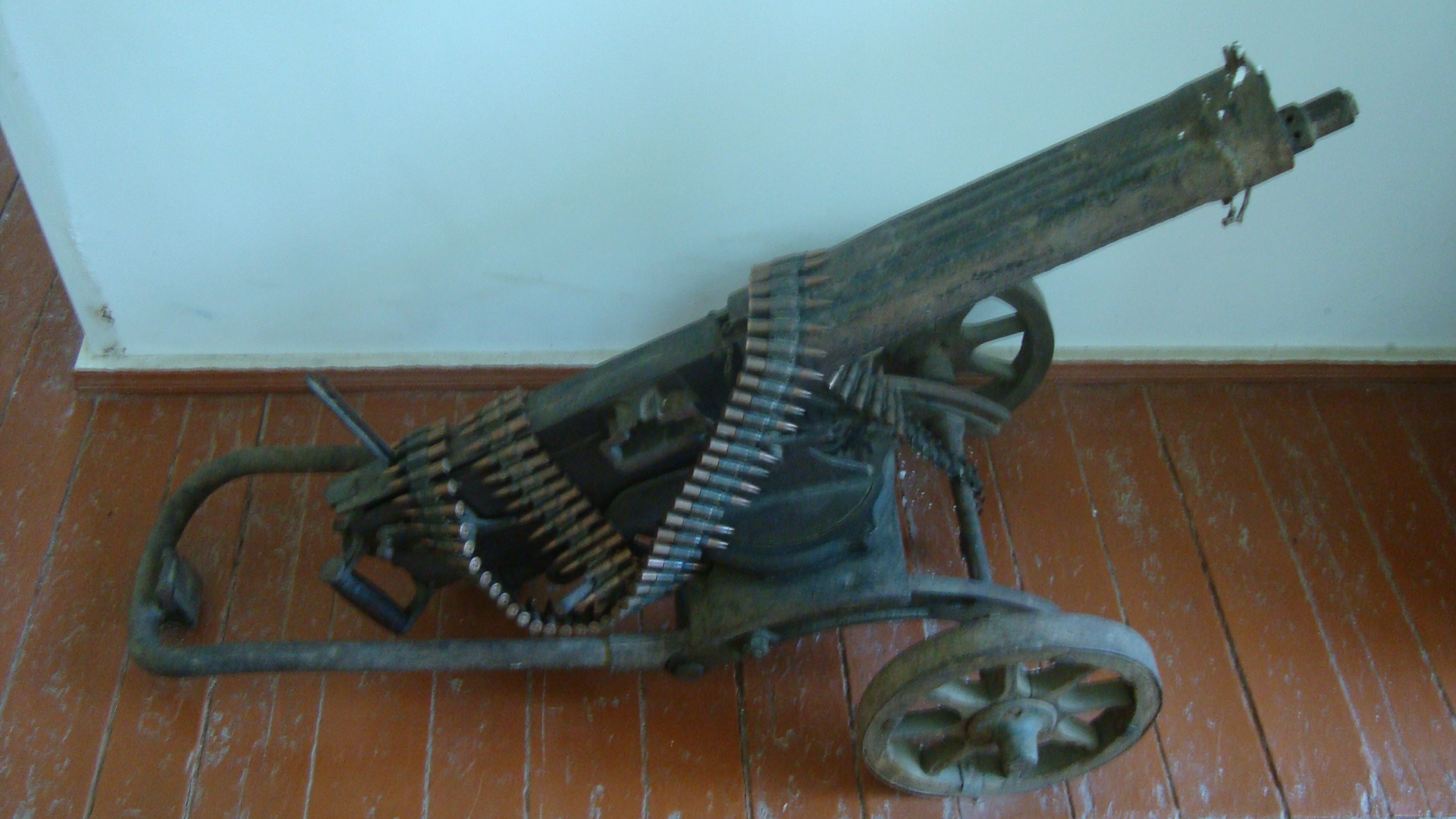
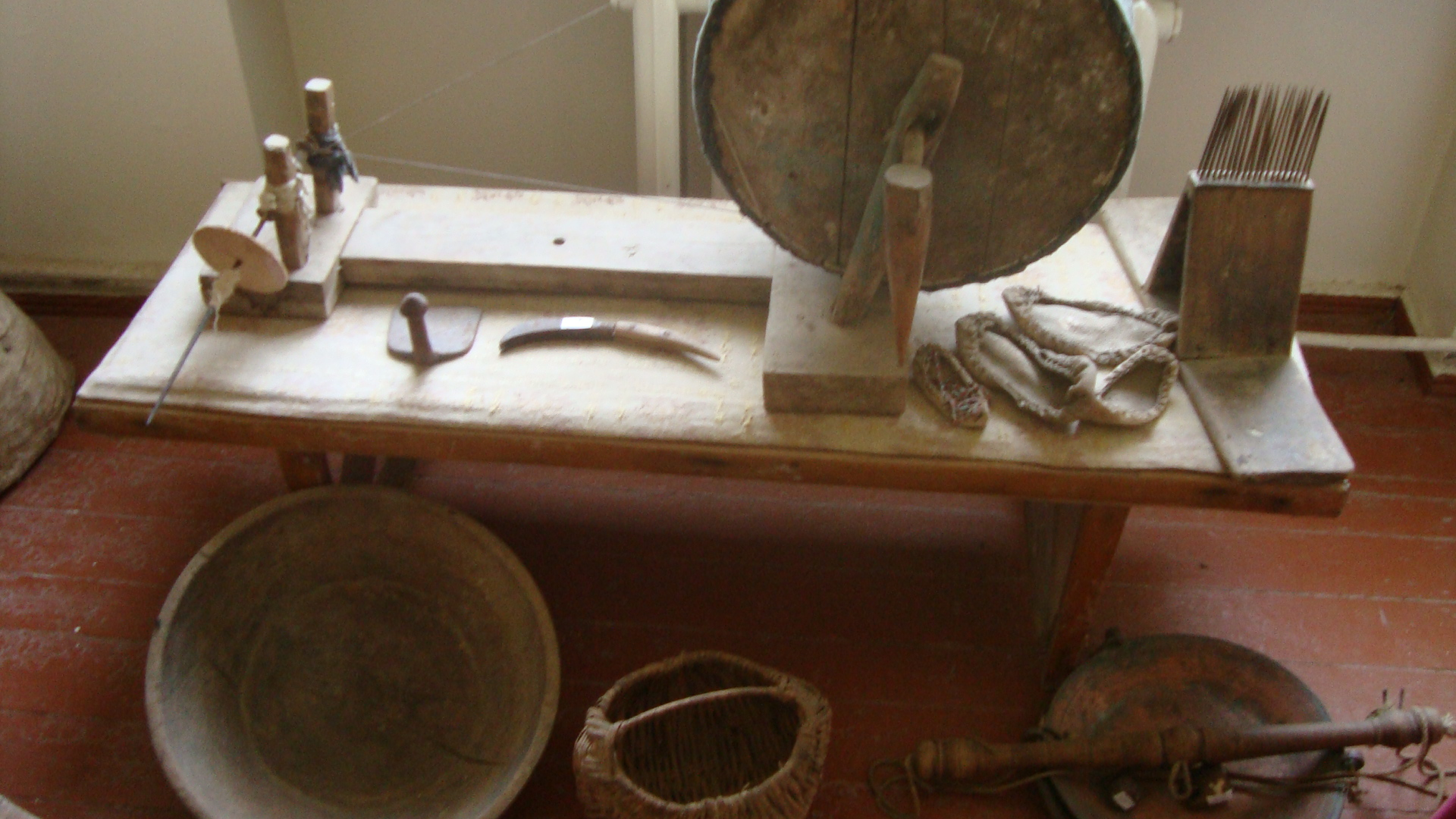